# موراد آرتین
موراد آرتین (ارمنی: Մուրադ Արթինը؛ زاده ۶ ژانویهٔ ۱۹۶۰) یک سیاست‌مدار ارمنی‌تبار اهل سوئد بود.